# Rex Layne
Rex Gessel Layne (* 7. Juni 1928 in Lewiston, Utah; † 7. Juni 2000 in Sandy, Utah) war ein US-amerikanischer Boxer.

## Werdegang

### Amateurlaufbahn
Rex Layne, Spitzname „Lewiston Larruper“, ein Mormone aus Utah, wuchs in Lewiston als Farmersohn auf. Während des Zweiten Weltkrieges wurde er zur Luftwaffe eingezogen und erreichte dort während seiner neunzehnmonatigen Dienstzeit den Rang eines Staff Sergeanten. Bei der Luftwaffe, bei der er zeitweise in Japan stationiert war, begann er mit dem Boxen und brachte es 1947 bis zum Sieger im Schwergewicht bei der Meisterschaft der US-Armeeangehörigen in Japan.
1947 kehrte er nach seiner Entlassung aus der Luftwaffe in die Staaten zurück. Er wurde in Salt Lake City ansässig und qualifizierte sich 1948 für die Teilnahme an den US-Olympia-Auswahlkämpfen für die Olympischen Spiele in London. Er scheiterte dabei an Joy Lambert, der die USA bei den Olympischen Spielen in London vertrat.
1949 verlor Rex Layne bei den Utah State „Golden Gloves“-Championships gegen Dale Panter. Er qualifizierte sich aber für einen Start bei den Meisterschaften der Vereinigten Staaten (AAU-Championships) und gewann dort mit insgesamt vier Siegen den Titel. Im Finale bezwang er dabei Gilmore Newkirk. Das war sein größter Erfolg als Amateurboxer.

### Profilaufbahn
Rex Layne wurde noch 1949 Profi und bestritt seinen ersten Kampf am 23. Mai 1949 in Salt Lake City, wobei er im Schwergewicht zu einem Technischer-K.O.-Sieg über Jim Watkins kam. Bis zum 20. Februar 1950 bestritt er insgesamt siebzehn Kämpfe und erzielte dabei siebzehn Siege. Am 16. März 1950 verlor er gegen Dave Whitlock, gegen den er vorher schon einmal gewonnen hatte und den er danach noch zweimal schlug, nach Punkten. Nach dieser Niederlage kämpfte er bis zum 23. Oktober 1950 zehnmal, wovon er acht Kämpfe gewann, zwei Kämpfe endeten unentschieden.
Am 24. November 1950 boxte Rex Layne gegen Jersey Joe Walcott, der am 22. Juni 1949 schon einmal gegen Ezzard Charles um den vakanten NBA-Weltmeistertitel im Schwergewicht geboxt hatte, allerdings nach Punkten verloren hatte. Zur Überraschung vieler Box-Experten siegte Rex Layne in diesem Kampf nach 10 Runden nach Punkten. Ab diesem Zeitpunkt galt Rex Layne als ein Anwärter auf einen Kampf um den Weltmeistertitel im Schwergewicht.
Am 9. Februar besiegte er in New York den gefährlichen Argentinier Cesar Brion nach Punkten und schlug am 9. März 1951 Bob Satterfield durch K. o. in der achten Runde. In dem bis dahin wichtigsten Kampf in seiner Laufbahn verlor er allerdings am 12. Juli 1951 in Pittsburgh gegen Rocky Marciano durch K. o. in der sechsten Runde. Dadurch waren seine Titelaspirationen vorerst dahin. Er versuchte aber weiterhin im Geschäft zu bleiben und akzeptierte am 10. Oktober 1952 Ezzard Charles, der von 1949 bis zum 18. Juli 1951 Weltmeister war, diesen Titel an diesem Tag aber an Jersey Joe Walcott verloren hatte, zum Gegner. Ezzard Charles gewann diesen Kampf durch technischen K. o. in der elften Runde über Rex Layne.
Am 8. August 1952 revanchierte sich Rex Layne in Ogden für diese Niederlage. Er schlug an diesem Tag Ezzard Charles nach Punkten. In der Dezember-Rangliste des US-amerikanischen Boxsport-Fachblattes „The Ring“ stand Rex Layne hinter Weltmeister Rocky Marciano, der diesen Titel am 23. September 1952 mit einem Sieg über Jersey Joe Walcott gewonnen hatte, Jersey Joe Walcott und Ezzard Charles auf Platz 4, vor Roland La Starza. Gegen Roland La Starza kämpfte Rex Layne dann am 13. Februar 1953 im Madison Square Garden in New York. Dem Sieger dieses Kampfes war ein Titelkampf gegen Rocky Marciano zugesagt worden. Rex Layne verlor diesen Kampf nach Punkten.
Nach dieser Niederlage erreichte Rex Layne nie mehr die Form früherer Tage, was sich in den Ergebnissen der meisten seiner folgenden Kämpfe zeigte. Am 1. April 1954 verlor er in San Francisco gegen Ezzard Charles nach Punkten und am 25. Januar 1954 musste er gegen den aufstrebenden Tommy „Hurricane“ Jackson sogar eine Technischer-K.O.-Niederlage in der sechsten Runde hinnehmen. Am 12. Dezember 1954 erreichte er in Dortmund gegen Europameister Heinz Neuhaus ein Unentschieden.
1955 und 1956 häuften sich seine Niederlagen. Er verlor am 19. Dezember 1955 in New Orleans gegen Willie Pastrano, am 22. Januar 1956 in Dortmund gegen Heinz Neuhaus und am 4. Februar 1956 sogar gegen den keineswegs zur absoluten Spitzenklasse zählenden Deutschen Hans Friedrich jeweils nach Punkten. Der Kampf gegen Hans Friedrich war zugleich sein letzter Kampf als Berufsboxer.